# Wądroże
Wądroże (Duits: Wandritsch) is een plaats in het Poolse district  Lubiński, woiwodschap Neder-Silezië. De plaats maakt deel uit van de gemeente Rudna en telt 140 inwoners.